# Dywizjon Uderzeniowy Kaukaskiej Dywizji Kawalerii
Dywizjon Uderzeniowy Kaukaskiej Dywizji Kawalerii (ros. Ударный дивизион Кавказской кавалерийской дивизии), zwany też Dywizjonem Śmierci – jeden z pierwszych oddziałów wojskowych Armii Ochotniczej podczas wojny domowej w Rosji.
Dywizjon przybył w grudniu 1917 r. do Nowoczerkaska z frontu kaukaskiego. Liczył wówczas ok. 80 żołnierzy na czele z ppłk. Wasilijem Sziriajewem. W styczniu 1918 r., po uzupełnieniu ochotnikami, jego liczebność wzrosła do ok. 120 ludzi. Na pocz. lutego oddział wziął udział w walkach z wojskami bolszewickimi pod Batajskiem. Dowództwo objął rtm. Dudariew. Po rozpoczęciu przez Armię Ochotniczą 1 Kubańskiego (Lodowego) Marszu podczas reorganizacji oddziałów 11–13 lutego w stanicy Oglinskaja dywizjon wszedł w skład Mieszanego Pułku Oficerskiego.